# Michael Tonsor
Michael Tonsor, eigentlich Michel Scherer (* um 1540/1546 in Ingolstadt; † um 1605/1607 ebenda) war ein deutscher Komponist, Kapellmeister, Chorleiter, Organist, Musikpädagoge und Sänger.
Er war neben Giovanni Gabrieli, Johannes Eccard und Leonhard Lechner ein bedeutender Schüler Orlando di Lassos. Von ungefähr 1567 bis 1588 wirkte er als Organist an St. Georg in Dinkelsbühl.
Er schuf etliche geistliche Gesänge und Motetten sowie eine Missa solemnis, viele seiner Kompositionen sind nur handschriftlich überliefert. 1570 sind in Nürnberg 15 seiner geistlichen Gesänge mit dem Titel Selectae quaedam cantiones sacrae, modis musicis quinque vocum recens compositae per Michaelem Tonsorem im Druck erschienen. Michael Tonsors Komposition Maria zart, gemehret ward ist auf Tonträgern verfügbar.